# Norse Atlantic Airways
Norse Atlantic Airways — норвежская бюджетная дальнемагистральная авиакомпания со штаб-квартирой в Арендале, Норвегия. Основанная в феврале 2021 года, авиакомпания эксплуатирует парк самолетов Boeing 787, курсирующих между Европой и Северной Америкой. Его первый полет состоялся 14 июня 2022 года из аэропорта Гардермуэн Осло, в международный аэропорт Нью-Йорка имени Джона Ф. Кеннеди.

## История
Norse Atlantic Airways была основана в феврале 2021 года Бьёрном Торе Ларсеном. 20 декабря 2021 года первый Boeing 787-9 был передан Norse Atlantic Airways, самолет арендован у BOC Aviation и ранее принадлежал флоту Norwegian Air Sweden. 29 декабря 2021 года Norse Atlantic Airways получила Сертификат эксплуатанта. 14 января 2022 г. Министерство транспорта США одобрило рейсы из Норвегии и Европейского Союза в США. 14 апреля 2022 года Norse Atlantic Airways объявила, что сдаст в аренду Air Europa два самолета Boeing 787-8 и 787-9 на 18 месяцев, начиная со второго квартала 2022 года.

## Направления
На апрель 2023 года Norse Atlantic Airways выполняет полеты из европейских стран таких, как Норвегия, Германия, Великобритания, Франция и Италия в США и обратно.
В ноябре 2023 года Boeing 787 данной авиакомпании приземлился на взлётно-посадочную полосу аэродрома Тролль покрытую льдом в Антарктиде. Boeing 787 является крупнейшим самолётом когда-либо совершавшим посадку в Антарктиде.

## Концепция обслуживания
В салонах Boeing 787 Norse Atlantic сохранена исходная конфигурация кресел их предыдущего оператора Norwegian Air Shuttle и состоит из Премиум и Эконом класса. Кресла в салоне Премиум сконфигурированы по схеме 2-3-2, а сиденья эконом-класса сконфигурированы по схеме 3-3-3. Являясь бюджетным перевозчиком, авиакомпания взимает плату за дополнительные услуги и удобства в зависимости от класса обслуживания. Кресла обоих салонов оборудованы бортовой развлекательной системой, позволяющей воспроизводить видео по запросу на персональных экранах.

## Флот

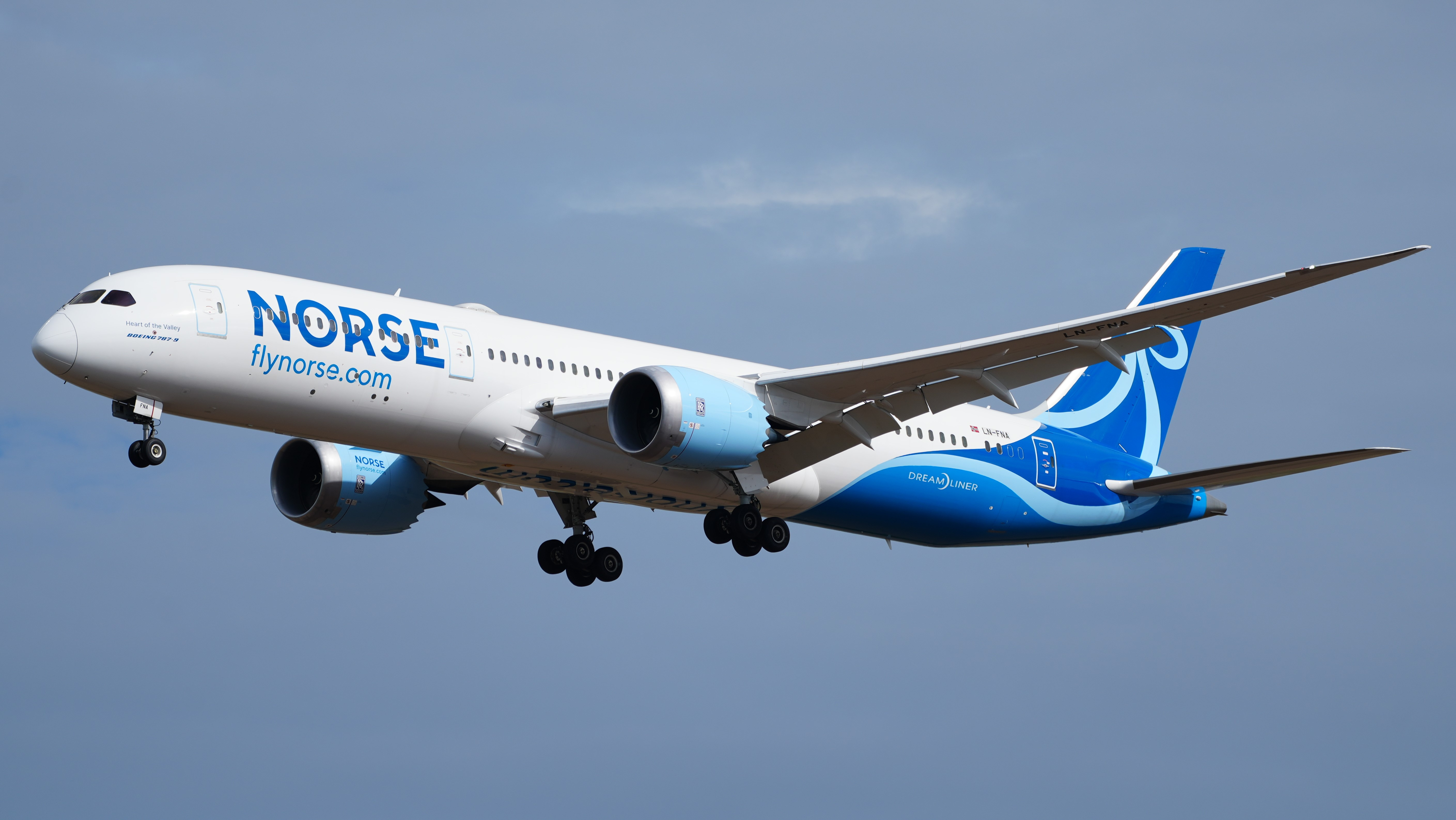
Boeing 787-9 в аэропорту Берлин-Бранденбург

По состоянию на июль 2024 года флот Norse Atlantic Airways состоит из следующих самолётов, средний возраст которых составляет 6 лет:
| Тип самолета | Количество | Заказано | Число мест | Число мест | Число мест | Примечание |
| Тип самолета | Количество | Заказано | W          | Y          | Всего      | Примечание |
| ------------ | ---------- | -------- | ---------- | ---------- | ---------- | ---------- |
| Boeing 787-9 | 5          | 0        | 56         | 282        | 338        |            |
| Boeing 787-9 | 2          | 0        | 35         | 309        | 344        |            |
| Итого        | 7          | 0        |            |            |            |            |